# Reprezentacja Jugosławii w koszykówce mężczyzn
Reprezentacja Jugosławii w koszykówce mężczyzn (mac. Репрезентација на Југославија во кошарка за мажи, serb.-chor. Reprezentacija Jugoslavije u košarci za muškarce / Репрезентација Југославије у кошарци за мушкарце, słoweń. Reprezentanca Jugoslavije v košarki za moške) – nieistniejący narodowy zespół koszykarzy, który reprezentował Socjalistyczną Federacyjną Republikę Jugosławii w meczach i turniejach międzynarodowych organizowanych przez FIBA. Pięciokrotnie triumfowała w Mistrzostwach Europy, trzykrotnie w Mistrzostwach świata, a w 1980 roku zdobyła złoty medal igrzysk olimpijskich. W języku macedońskim, serbsko-chorwackim i słoweńskim reprezentacja Jugosławii nosiła przydomek Plavi (Niebiescy).

## Udział w międzynarodowych turniejach

### Igrzyska olimpijskie
| Udział w igrzyskach olimpijskich | Udział w igrzyskach olimpijskich | Udział w igrzyskach olimpijskich | Udział w igrzyskach olimpijskich | Udział w igrzyskach olimpijskich | Udział w igrzyskach olimpijskich | . | Uwagi    |
| Rok                              | Runda                            | Miejsce                          | M                                | W                                | P                                | . | Uwagi    |
| -------------------------------- | -------------------------------- | -------------------------------- | -------------------------------- | -------------------------------- | -------------------------------- | - | -------- |
| 1936                             | Nie brała udziału                | Nie brała udziału                | Nie brała udziału                | Nie brała udziału                | Nie brała udziału                | . | jako YUG |
| 1948                             | Nie brała udziału                | Nie brała udziału                | Nie brała udziału                | Nie brała udziału                | Nie brała udziału                | . | jako YUG |
| 1952                             | Nie brała udziału                | Nie brała udziału                | Nie brała udziału                | Nie brała udziału                | Nie brała udziału                | . | jako YUG |
| 1956                             | Nie brała udziału                | Nie brała udziału                | Nie brała udziału                | Nie brała udziału                | Nie brała udziału                | . | jako YUG |
| 1960                             | II faza grupowa                  | 6/16                             | 8                                | 4                                | 4                                | . | jako YUG |
| 1964                             | Faza grupowa                     | 7/16                             | 9                                | 6                                | 3                                | . | jako YUG |
| 1968                             | Finał                            | 2/16                             | 9                                | 7                                | 2                                | . | jako YUG |
| 1972                             | Faza grupowa                     | 5/16                             | 9                                | 7                                | 2                                | . | jako YUG |
| 1976                             | Finał                            | 2/12                             | 7                                | 5                                | 2                                | . | jako YUG |
| 1980                             | Finał                            | 1/12                             | 8                                | 8                                | 0                                | . | jako YUG |
| 1984                             | Półfinał                         | 3/12                             | 8                                | 7                                | 1                                | . | jako YUG |
| 1988                             | Finał                            | 2/12                             | 8                                | 6                                | 2                                | . | jako YUG |

### Mistrzostwa świata
- Mistrzostwa Świata
  - 1950 - 10. miejsce
  - 1954 - 11. miejsce
  - 1963 - 2. miejsce
  - 1967 - 2. miejsce
  - 1970 - 1. miejsce
  - 1974 - 2. miejsce
  - 1978 - 1. miejsce
  - 1982 - 3. miejsce
  - 1986 - 3. miejsce
  - 1990 - 1. miejsce

### Mistrzostwa Europy
- Mistrzostwa Europy
  - 1947 - 13. miejsce
  - 1953 - 6. miejsce
  - 1955 - 8. miejsce
  - 1957 - 6. miejsce
  - 1959 - 9. miejsce
  - 1961 - 2. miejsce
  - 1963 - 3. miejsce
  - 1969 - 2. miejsce
  - 1971 - 2. miejsce
  - 1973 - 1. miejsce
  - 1975 - 1. miejsce
  - 1977 - 1. miejsce
  - 1979 - 3. miejsce
  - 1981 - 2. miejsce
  - 1983 - 7. miejsce
  - 1985 - 7. miejsce
  - 1987 - 3. miejsce
  - 1989 - 1. miejsce
  - 1991 - 1. miejsce